# Hieronyma havanensis
Hieronyma havanensis är en emblikaväxtart som beskrevs av Ignatz Urban. Hieronyma havanensis ingår i släktet Hieronyma och familjen emblikaväxter. Inga underarter finns listade i Catalogue of Life.